# Schouwburg Het Park

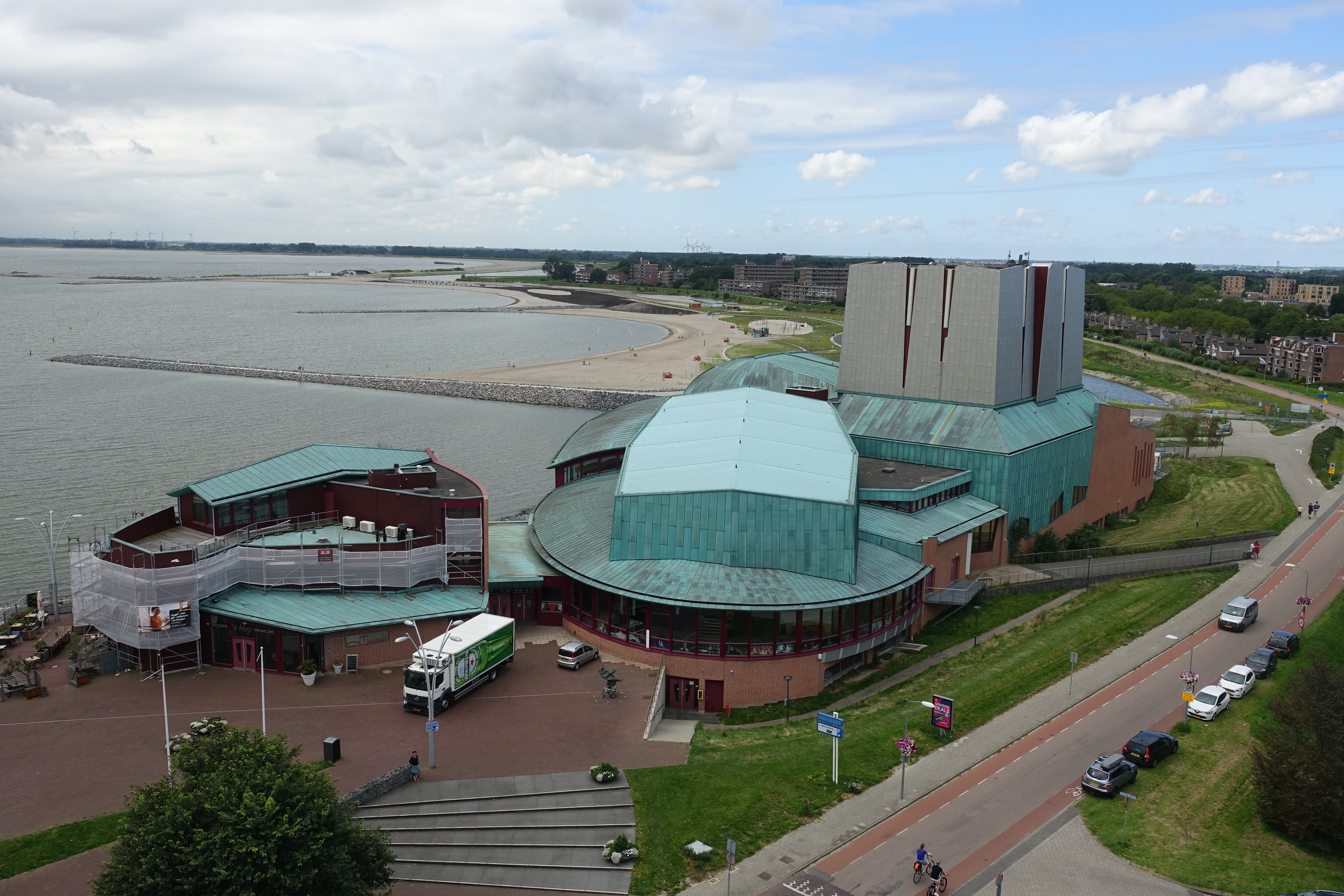
Schouwburg Het Park (2023)

Schouwburg Het Park is een theater in de stad Hoorn. Het is de derde schouwburg van die naam na de Parkzaal aan het Achterom van architect A.C. Bleijs uit 1876 en de schouwburg aan de Westerdijk van H.M. Koldewey uit 1969.

## Achtergrond
Op 3 juli 1996 besloot de gemeenteraad tot nieuwbouw van de schouwburg aan het Hoornse Hop net buiten de voormalige Westerpoort. Jarenlange politieke verwikkelingen rond verbouw/nieuwbouw van de schouwburg en de bestemming van het terrein van het gesloopte Witte Badhuis aan de Westerdijk waren hieraan voorafgegaan. Vier architectenbureaus legden een ontwerp voor aan een jury, die er een uitkoos en de andere drie ex aequo op de derde plaats zette. Dat stelde de gemeente voor een probleem, want de gemeenteraad had besloten de definitieve keuze van het ontwerp over te laten aan de bevolking. Nu was er niets te kiezen en daarom besloten burgemeester en wethouders een ander ontwerp als tweede keus te presenteren.
De beide architecten verdedigden hun ontwerp in de volle zaal van de oude schouwburg op 14 mei 1997. Daarna hadden 47.000 kiesgerechtigden uit Hoorn en 3500 abonnementhouders uit de rest van West-Friesland tien dagen de gelegenheid hun stem uit te brengen. Op zaterdagmiddag 24 mei maakte burgemeester Pierre Janssens de uitslag bekend. Er waren 2973 stemmen uitgebracht, waarvan 2 blanco. De bevolking verkoos met grote meerderheid (2439 stemmen) het grillige ontwerp van Max van Huut boven het veel zakelijker gebouw van Frits van Dongen (532 stemmen) dat de voorkeur van de jury had.
De bouw startte in 2000; op 20 december van dat jaar werd het hoogste punt bereikt. Ten gevolge van een ondeugdelijke constructie en slecht weer stortte de toneeltoren-in-aanbouw op 10 april 2001 om even voor vier uur 's morgens met donderend geraas in. Dankzij het nachtelijk uur van de catastrofe waren geen slachtoffers te betreuren. De gemeente Hoorn stelde de aannemer en de constructeur van de toren aansprakelijk. In juni 2002 zijn andere bedrijven begonnen met de herbouw van de toren en de voltooiing van het gebouw. Bijna twee jaar na de instorting, op 4 april 2003, werd opnieuw het hoogste punt bereikt.
Koningin Beatrix opende op 25 juni 2004 Schouwburg en Congrescentrum Het Park.

## Trivia

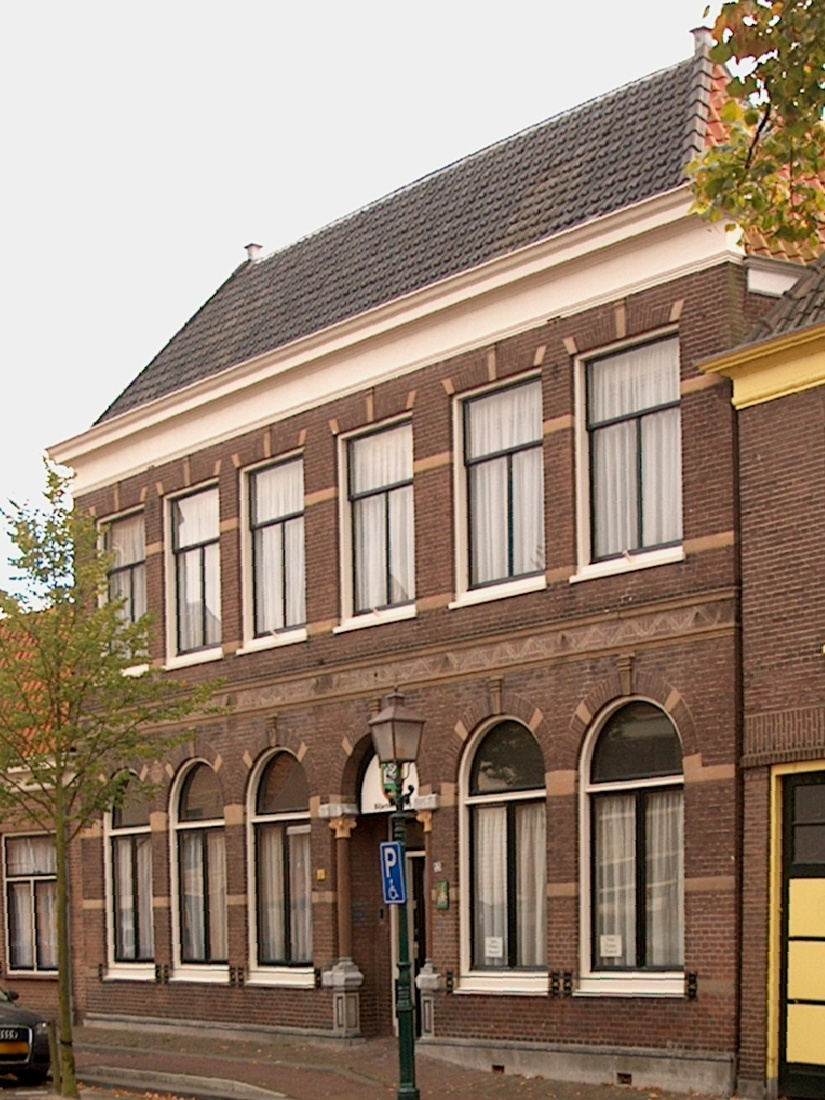
Voormalig "Parkhotel", nu verenigingsgebouw van biljartvereniging Horna

- Het voormalige "Parkhotel" aan het Achterom, waar de eerste schouwburg (toen nog "Parkzaal" geheten) destijds deel van uitmaakte, huisvest tegenwoordig biljartvereniging Horna. De ruimte die vrijkwam na de afbraak van een woonhuis (tot dan toe bekend als het "Metselaarsgildehuisje") in 1954 werd gebruikt om een voor die dagen riante en moderne entree te construeren. In de jaren 70 is deze weer afgebroken.
- De tweede schouwburg ("Het Park" aan de Westerdijk) is in 2004 geheel afgebroken. Hier staan sinds 2022 woningen.